# 铜鼓

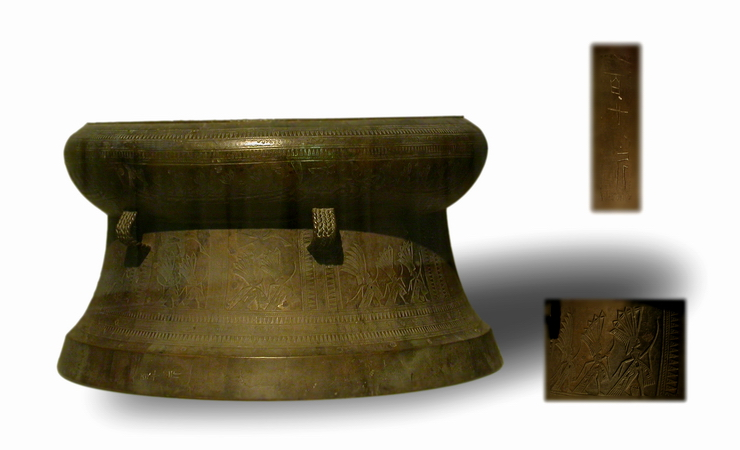
广西贵港罗泊湾一号墓出土的铜鼓，为南越国时期的文物

铜鼓（又作 ；越南语：／）是中国古代西岭南及西南地区（今广西、广东、四川、云南等地）乃至於緬甸、越南、泰國等東南國家的乐器。1976年云南楚雄彝族自治州万家坝出土5个铜鼓，据考古学家鉴定，是2700年前的古物，也是中国现存的最早的铜鼓。
铜鼓形状像圆鼓，有各式图案，有的铜鼓上还有蟾蜍图案。铜鼓的直径有大到2.3米，小的有0.7米。至今中国出土的铜鼓有一千五百多个，共分为八个类型：万家坝型、石寨山型、冷水冲型、遵义型、麻江型、北流型、灵山型和西盟型。在东南亚各地也发现二百多个铜鼓。
“铜鼓”一词最早见于《后汉书·马援传》“马援出征交趾，得骆越铜鼓，铸为马。”製作銅鼓的以百越中的駱越為多，即是黎族與壯族。

《岭表录异》：
蛮夷之乐，有铜鼓焉，形如腰鼓，而一头有面。鼓面圆二尺许，面与身连，全用铜铸。其身遍有虫鱼花草之状，通体均厚，厚二分以外，炉铸之妙，实为奇巧。击之响亮，不下鸣鼍。贞元中，骠国进乐，有玉螺铜鼓，即知南蛮酋首之家，皆有此鼓也。咸通末，幽州张直方贬龚州刺史。到任后，修葺州城，因掘土得一铜鼓，载以归京。到襄汉，以为无用之物，遂舍于延庆禅院，用代木鱼，悬于斋室。今见存焉。僖宗朝，郑絪镇番禺日，有林蔼者，为高州太守。有乡墅小儿，因牧牛闻田中有蛤鸣，牧童遂捕之。蛤跃入一穴，遂掘之深大，即蛮酋冢也。蛤乃无踪，穴中得一铜鼓，其色翠绿，土蚀数处损阙，其上隐起，多铸蛙黾之状。疑其鸣蛤即鼓精也。遂状其缘由，纳于广帅，悬于武库，今尚存焉。